# Wilhelm Berger
Wilhelm Reinhard Berger (Boston, Massachusetts, 9 d'agost de 1861 - Jena, Alemanya, 16 de juny de 1911) fou un pianista, compositor i director d'orquestra estatunidenc d'origen alemany.
A l'any de néixer Wilhelm, la família tornà a Bremen (Alemanya); estudià a Kiel i en la Reial Escola Superior de Música de Berlín; posteriorment fou professor durant molt de temps en el Conservatori Scharwenka en la capital prussiana; el 1903 succeí a Fritz Steinbach en els càrrecs de Kapellmeister a Meiningen, professor de la Casa Reial Prussiana i membre de l'Acadèmia de Berlín.
Com a compositor començà a distingir-se per diverses cançons a les que seguiren algunes composicions per a cors amb acompanyament o sense, i altres de música di camera (tres sonates per a violí i diverses quartets, trios i quintets per a instruments de corda), diferents cants amb acompanyament d'orquestra sent entre elles la més notable la composició titulada Euforion, per a cor, solo i orquestra, dues simfonies i diverses variacions i fugues per a orquestra.